# Reichsverkehrsministerium

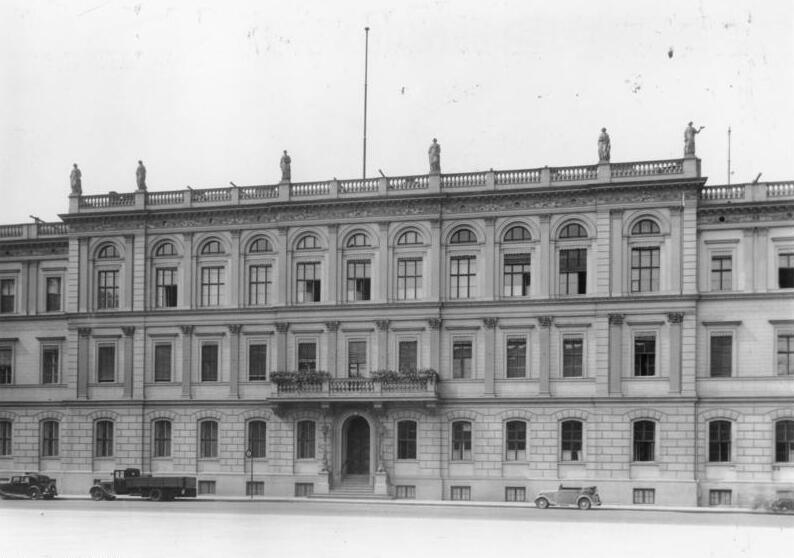
La sede del Reichsverkehrsministerium sulla Wilhelmplatz a Berlino (1937)

Il Reichsverkehrsministerium (dal tedesco: Ministero dei trasporti del Reich, venne istituito nel 1919, dopo che il precedente Preußische Ministerium für Handel, Gewerbe und öffentliche Arbeiten prussiano venne sciolto. Il palazzo dove era insediato era a Berlino affacciato sulla Wilhelmstraße.
Alla fine della seconda guerra mondiale, all'istituzione della Repubblica Federale di Germania, esso venne rifondato come Bundesministerium für Verkehr (Ministero Federale dei trasporti).

## Capi dipartimento (Ressortchefs)
| Nome                            | Insediamento     | Fine del mandato | Partito   | Gabinetto                                        |
| ------------------------------- | ---------------- | ---------------- | --------- | ------------------------------------------------ |
| Johannes Bell                   | 13 febbraio 1919 | 1º maggio 1920   | Zentrum   | Scheidemann, Bauer, Müller I                     |
| Gustav Bauer                    | 2 maggio 1920    | 21 giugno 1920   | SPD       | Müller I                                         |
| Wilhelm Groener                 | 25 giugno 1920   | 12 agosto 1923   | Parteilos | Fehrenbach, Wirth I & II, Cuno                   |
| Rudolf Oeser                    | 13 agosto 1923   | 11 ottobre 1924  | DDP       | Stresemann I & II, Marx I & II                   |
| Rudolf Krohne                   | 12 ottobre 1924  | 17 dicembre 1926 | DVP       | Marx II, Brüning I & II, Luther I & II, Marx III |
| Wilhelm Koch                    | 28 gennaio 1927  | 12 giugno 1928   | DNVP      | Marx IV                                          |
| Theodor von Guérard (1)         | 27 giugno 1928   | 6 febbraio 1929  | Zentrum   | Müller II                                        |
| Georg Schätzel                  | 7 febbraio 1929  | 12 aprile 1929   | BVP       | Müller II                                        |
| Adam Stegerwald                 | 13 aprile 1929   | 27 marzo 1930    | Zentrum   | Müller II                                        |
| Theodor von Guérard (2)         | 30 marzo 1930    | 7 ottobre 1931   | Zentrum   | Brüning I                                        |
| Gottfried Treviranus            | 9 ottobre 1931   | 30 maggio 1932   | KVP       | Brüning II                                       |
| Paul Freiherr von Eltz-Rübenach | 1º giugno 1932   | 1937             | Parteilos | Papen, Schleicher, Hitler                        |
| Julius Dorpmüller               | 1937             | 1945             | NSDAP     | Hitler, Goebbels, Schwerin von Krosigk           |

## Segretari di stato (Staatssekretäre)
- Rudolf Krohne (1923 - 1924)
- Wilhelm Kleinmann (1937 - 1942)
- Albert Ganzenmüller (1942 - 1945)